# El puny de l'estel del nord
El puny de l'estel del nord (北斗の拳, Hokuto no Ken) és una pel·lícula d'arts marcials postapocalíptica d'animació per a adults japonesa de 1986 basada en el manga del mateix nom. Va ser produït per Toei Animation, el mateix estudi que va treballar a la sèrie de televisió que s'emetia en aquell moment, amb el mateix repartiment i equip treballant en els dos projectes.
A diferència de la sèrie de televisió, la pel·lícula no és una adaptació directa del manga, sinó que explica una història alternativa que reordena els personatges i els elements argumentals dels primers 75 capítols del manga. Tanmateix, la pel·lícula conserva el contingut més violent del manga original, del qual mancava la sèrie de televisió.
S'ha doblat en català per a televisió.

## Argument
Una guerra nuclear global ha convertit la major part de la Terra en un erm contaminat, amb els supervivents de la humanitat lluitant ara pels pocs subministraments d'aigua i aliments no contaminats que encara queden. En Kenshiro, un mestre de l'art marcial mortal Hokuto Shinken, viatja amb la seva promesa Julia quan s'enfronten a una banda liderada per l'antic amic d'en Ken, en Shin, un mestre de l'estil rival Nanto Seiken. En Shin proclama que ha estat enamorat de la Julia de fa molt de temps i desafia en Ken per tenir-la.

## Doblatge
| Personatge | Japonès           | Català             |
| ---------- | ----------------- | ------------------ |
| Kenshiro   | Akira Kamiya      | Ramon Canals       |
| Julia      | Yuriko Yamamoto   | Neus Sendra        |
| Raoh       | Kenji Utsumi      | Pepe Antequera     |
| Jagi       | Chikao Ōtsuka     | Domènec Farell     |
| Shin       | Toshio Furukawa   | Pep Ribas          |
| Rei        | Kaneto Shiozawa   | Oriol Rafel        |
| Lynn       | Tomiko Suzuki     | Núria Trifol       |
| Bart       | Mie Suzuki        | Elisabet Bargalló  |
| Airi       | Arisa Andō        | Montse Segarra     |
| Ryūken     | Junji Chiba       | Jesús Díez         |
| Zeed       | Hidekatsu Shibata | Joaquim Sota       |
| Heart      | Junpei Takiguchi  | Jordi Vila         |
| Fox        | Takeshi Aono      | Amadeu Aguado      |
| Jackal     | Hiroshi Ōtake     | Joaquim Sota       |
| Uighur     | Daisuke Gōri      | Àlex Meseguer      |
| Kiba Daiō  | Takeshi Watabe    | Josep Maria Zamora |
| Coronel    | Kōji Yada         | Jordi Vila         |
| Narrador   | Tarō Ishida       | Ignasi Abadal      |

## Estrena

### Japó
El puny de l'estel del nord es va estrenar al Japó en VHS el 1988, dos anys després de la seva estrena en cinemes. El llançament tardà es va deure a la decisió d'animar un nou final. A diferència de la versió teatral, en què en Kenshiro cau inconscient durant la batalla final, el final revisat té els dos lluitadors encara dempeus quan estan a punt de donar els seus cops finals mutus abans que la Lynn els interrompi. La pel·lícula es va estrenar més tard al Japó per Laserdisc el 21 de setembre de 1995.
El 21 de novembre de 2008, la pel·lícula es va estrenar en DVD per primera vegada al Japó amb una transferència d'alta definició remasteritzada. Aquesta nova versió de la pel·lícula va incloure el tall teatral per primera vegada en un home video (tot i que, només per a la primera tirada). Com que el final revisat es va gravar en una pel·lícula diferent, no es va sotmetre al procés de remasterització, la qual cosa va provocar una caiguda de la qualitat del vídeo quan es reproduïa l'escena.

### Catalunya
A Catalunya va arribar doblada en català al Canal 33 el 5 d'abril de 1997.

## Recepció
Richard Harrington de The Washington Post va criticar la naturalesa violenta de la pel·lícula i la qualitat de l'animació, dient que "veient-la et sentiràs tan còmode com un hemofílic en una fàbrica de fulles d'afaitar". Stephen Holden, de The New York Times, va escriure que "en la seva adaptació anglesa traduïda descuidadament i mal doblada, els personatges s'expressen amb una dicció tan rígida que semblen ridículament melindrosos". L'any 2005, una ressenya d'Akemi's Anime World va dir que el producte era "tan dolent que és bo, i l'original en el gènere" i anomena la qualitat del doblatge "melindrosa", però "adequada".
La guia de pel·lícules de 1996 "Seen That, Now What?", la pel·lícula d'animació va rebre la qualificació de "C", en la qual es descriu com una bona història i un paisatge de fons postapocalíptic impressionant, compensat per una animació de personatges rígida i una violència excessivament sanguinolenta.
El lluitador nord-americà John Cena ha dit que El puny de l'estel del nord és la seva pel·lícula d'anime preferida.